# Canton de la Posavina
Pour les articles homonymes, voir Posavina.
La Posavina est un canton de la fédération de Bosnie-et-Herzégovine ayant Orašje comme ville principale.

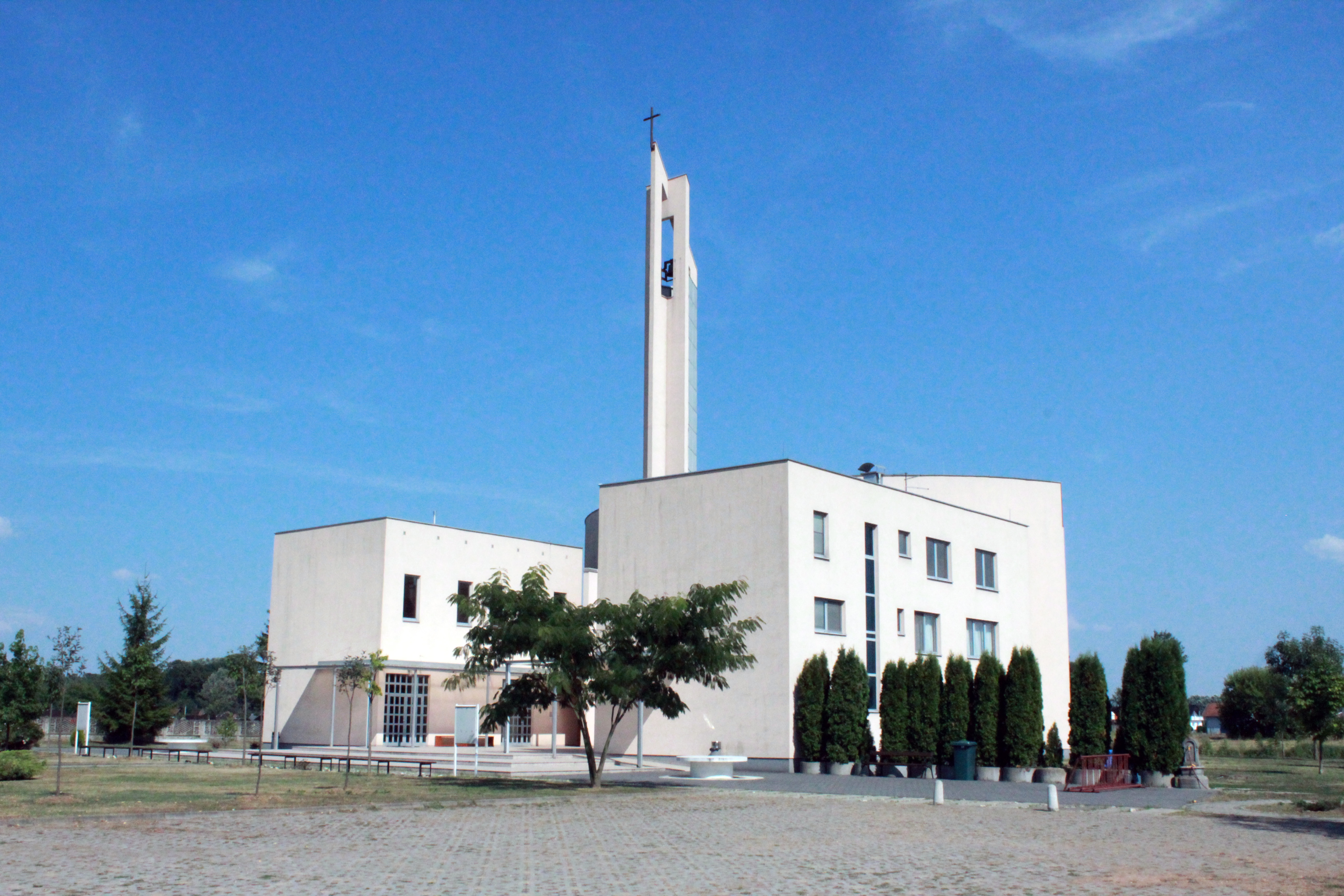
L'église Saint-Jacob de Grebnice

## Municipalités
Le canton comprend trois municipalités : Domaljevac-Šamac, Odžak et Orašje.